# Manteau du Prophète
Le Saint Manteau désigne le manteau ayant appartenu au prophète de l'islam Mahomet et conservé comme relique dans la Constantinople ottomane, jusqu'à aujourd'hui. La principale de ces reliques est conservée au Palais Topkapı, visible par le public depuis 1962.

## LeHırka-i Saâdet
Le  "manteau de la joie" (en ottoman et en turc, Hırka-i Saâdet) est une des Reliques Sacrées conservées dans la Chambre privée du Palais de Topkapı. Il s'agit d'une tunique ample en laine, de 1,24 m de longueur.
Le manteau aurait été offert par Mahomet à Kaâb ben Zouhaïr, et aurait été amené après la conquête de l'Egypte par Sélim Ier en 1516-1518. Il aurait alors été conservé dans cette chambre privée du Palais de Constantinople (Has Oda), sous la protection de 40 gardiens (Has Odalılar).
Source de légitimité pour le pouvoir des sultans ottomans , il est par exemple emporté dans sa tentative de fuite par le sultan Moustapha II ou utilisé par Mehmed III sur le champ de bataille d'Egri. Dans la pratique du pouvoir, il est régulièrement utilisé dans certains actes publics tels les anoblissements, l'enterrement des sultans et les serments des nouveaux sultans.

### Utilisation dans la cour ottomane

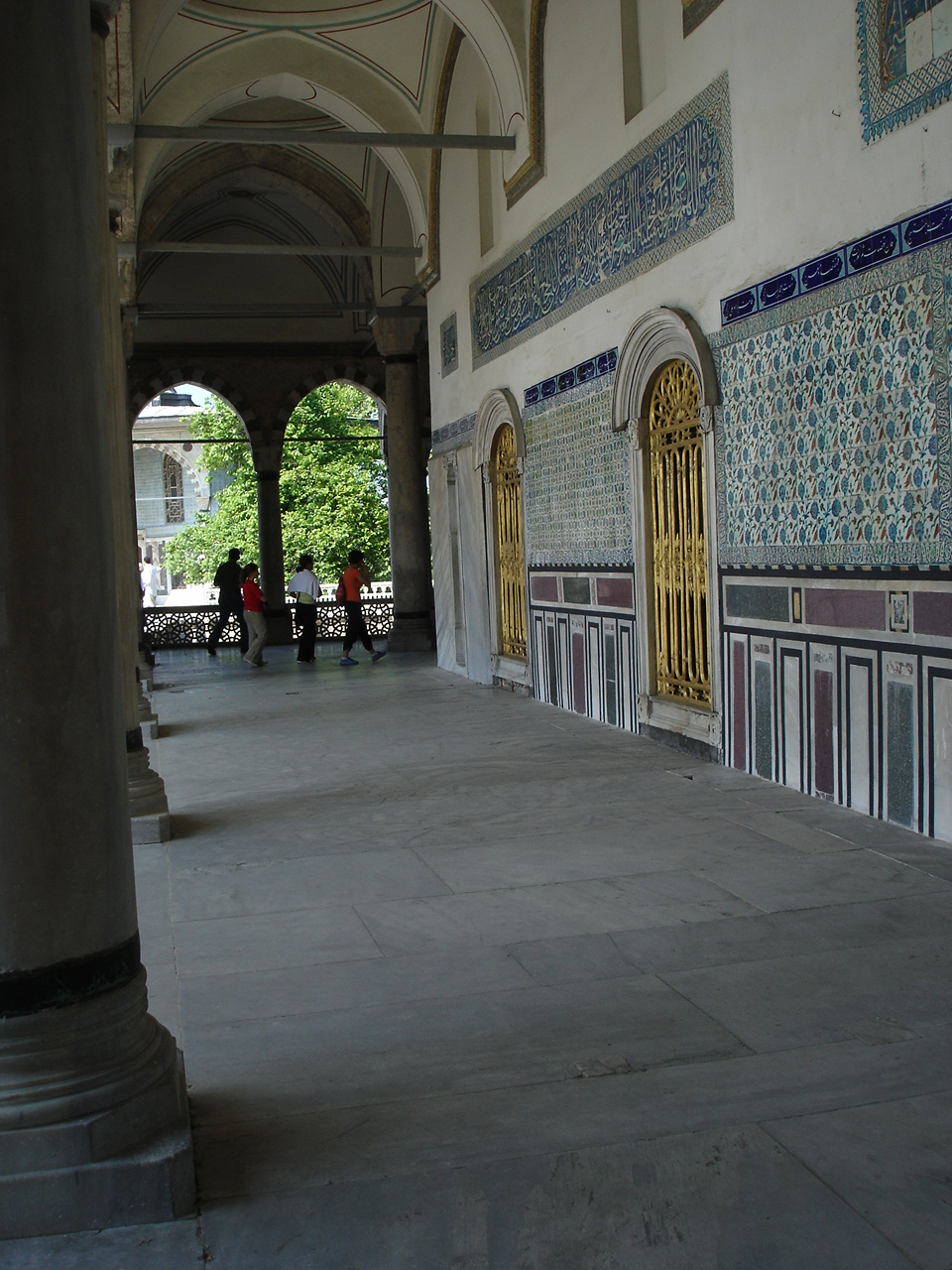
Le pavillon du Saint Manteau, depuis la quatrième cour

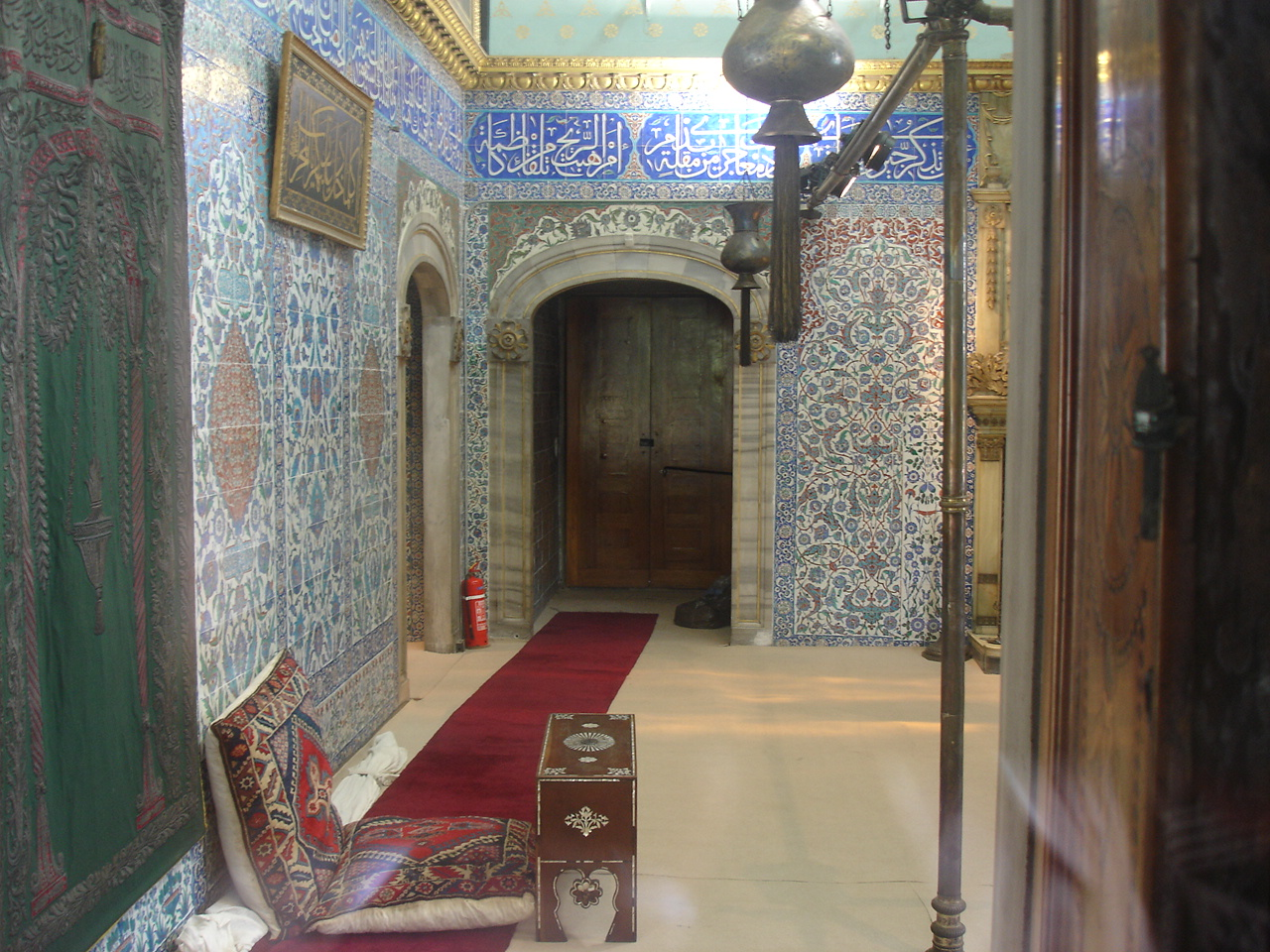
Dans la chambre du Saint Manteau

Le Saint Manteau, ou Manteau Béni, a été, selon la tradition, donné par Mahomet au poète Kâab bin Züheyr. Son poème Kasida-ı Burda, qui prie Mahomet, décore la pièce . Il fait environ 1,83 mètre. Il est fait de laine noire souligné d'un galon de couleur crème
La tradition voulait que le sultan, sa famille et la cour rendent visite au Manteau durant une cérémonie spéciale le 15e jour du mois de Ramadan. Durant cette cérémonie, les participants embrassaient le manteau à travers une pièce de mousseline. Ce mouchoir décoré, le Noble Mouchoir (destimal-ı şerif), était fourni à chaque participant par l'agha de la mousseline (Tülbent Ağası).
Le Manteau est conservé dans un coffre d'or, dont seul le sultan possédait la clé. Ce coffre était ouvert lorsqu'il entonnait le basmala. Le manteau était protégé par des morceaux de tissu carré dénommés bohças. Ces tissus entouraient un autre coffret d'or dans lequel quarante bohças enveloppaient le manteau lui-même. Le nombre quarante était considéré comme de bon augure.
L'agha de la mousseline plaçait le premier mouchoir sur le manteau, puis le sultan l'embrassait, suivi par les princes impériaux, les vizirs, les officiels, les invités et les eunuques. Des chants coraniques emplissaient la pièce pendant ce temps.
Les femmes suivaient, dirigées par la sultane validé, puis les conjointes, les concubines et les filles du sultan, de même que toutes les femmes des officiels présent où assistant à la cérémonie. La princesse impériale Ayşe Osmanoğlu, fille du sultan Abdulhamid II, en donna un rare témoignage dans son livre Babam Abdülhamit (Avec mon père le sultan Abdulhamid). 
« Nous avons commencé à nous préparer trois jours avant la visite au Saint Manteau, le quinzième jour du Ramazan. Nous nous sommes levées tôt pour revêtir nos plus belles robes de cérémonies, mettre nos joyaux et nous rendre à Topkapı. Ma grand-mère voyagea dans un carrosse du sultanat; les conducteurs portaient les uniformes brodés des étables royales, comme les chauffeurs du padishah. Halim Efendi, l'officier responsable des sorties du harem, était devant avec les gardes; Les ağas du harem, portant des uniformes brodés, suivaient le carrosse de ma grand-mère, qui était en tête. Nous avons quitté ainsi Yıldız pour Topkapı. Là, nous avons été rejoints par des femmes âgées qui venaient de Dolmabahçe, et nous nous sommes rendues dans les pièces affectées à chacune d'entre nous à Topkapı. Tous ceux, extérieurs au palais, qui avaient reçu une invitation, les sultanes mariées [les filles du sultan étaient appelées sultanes] et les femmes des ministres étaient là. Nous avions invités les personnes que nous connaissions personnellement.

Dans la chambre du fauteuil ma grand-mère s'installa sous un dais dans son costume royal, et nous allâmes toutes lui baiser la main. Nous attendions l'ouverture du pavillon du Saint Manteau. Les femmes du sultan Abülmecit [qui était décédé], Serfiraz et Şayeste, virent s'asseoir près de ma grand-mère. Usuellement, la valide paşa [mère du khédive d'égypte] assistait à la cérémonie.

Les baş musahip [Les eunuques du harem proches du sultan] vinrent au harem quand le pavillon fut ouvert et, avec un salut oriental, en informèrent ma grand-mère, la sultane valide. Elle se leva et derrière elle se rangèrent les femmes d'Abdülmecit, puis les sultanes, puis les kadın efendis, tous par ordre de précédence, et nous nous dirigeâmes vers le Pavillon du Saint Manteau. Tout le monde portait un mouchoir de mousseline sur la tête. Nous sentions des odeurs, car de l'encens brûlait partout, et, de derrière un rideau, provenait le son du Coran lu avec une voix d'une extrême beauté par le muezzin. Nos cœurs se remplirent d'un sentiment profond et humble de respect ; a petits pas, nos jupes balayant le sol, nous nous approchèrent en rang jusqu'au padishah qui se tenait devant le trône [c'est la seule mention d'un trône dans un récit d'une visite au Saint Manteau]. Avec un salut Oriental... nous prîmes le Noble Mouchoir qui nous était donné, l'embrassâmes, et, après l'avoir remis sur notre tête, revinrent nous placer en rang par ordre de précédence... 

Les jeunes princes, les fils du padishah, se tenaient en rang en uniforme au pied du trône.

Après nous, les valide paşa, les femmes des grands vizirs, les autres ministres et les şeyhülislâm sont entrés. La femme trésorière et les autres serviteurs du palais ont aussi participé à la cérémonie. À la fin de celle-ci, le baş musahip apparu, donna un salut oriental, et nous sortîmes en rang comme nous étions entrées, la valide sultan en tête.

Nos carrosses se rangèrent à la porte du Harem [ Porte des Carrosses ] de Topkapı par ordre de précédence, et nous sommes retournées au Palais Yıldız dans la même formation que nous avions utilisée à l'aller. Ces carrosses qui roulaient lentement du fait des chevaux, nous faisaient usuellement arriver au palais au moment du canon iftar [le canon qui annonçait la fin du jeûne durant le ramazan]. »
Un bouton du manteau était trempé dans l'eau de rose. Des gouttes de cette eau de rose étaient versées dans des cruches, qui étaient confiées à des personnes importantes. Cette eau était appelée l'eau du Saint Manteau (Hırka-ı Saadet Suyu) et on lui prêtait des qualités miraculeuses. Après la cérémonie, le sultan faisait remballer le manteau dans ses quarante bohças, la petite boite en or, les autres bohças et enfin le grand coffre d'or qui était replacé sous le dais d'argent jusqu'à l'année suivante.

## LeHırka-ı Şerif
Le "manteau noble" (en ottoman et en turc Hırka-ı Şerif) est une autre relique importée à Constantinople en 1617 ou 1618. Il s'agit d'une tunique en poil de chameau, de 1,20m de long.
Elle aurait appartenu à Uwais al-Qarni, un contemporain de Mahomet. Elle est conservée dans la mosquée éponyme (Hırka-i Şerif Camii) à Istanbul et exposée au public pendant une partie du Ramadan.